# Mistrzostwa Europy U-18 w rugby 7 mężczyzn
Mistrzostwa Europy U-18 w rugby 7 mężczyzn – oficjalny międzynarodowy turniej rugby 7 o zasięgu kontynentalnym mający na celu wyłonienie najlepszej w Europie męskiej reprezentacji narodowej złożonej z zawodników do lat osiemnastu. Organizowany jest corocznie przez Rugby Europe od roku 2016.
Na kongresie Rugby Europe w lipcu 2015 roku podjęto decyzję o zastąpieniu po trzech edycjach mistrzostw Europy do lat dziewiętnastu zawodami w kategorii do lat osiemnastu. Zaplanowane do rozegrania w Polsce w 2020 roku zawody z uwagi na pandemię COVID-19 zostały odwołane.

## Medaliści
| Rok  | Gospodarz  | złoto         | srebro         | brąz            | Źródło |
| ---- | ---------- | ------------- | -------------- | --------------- | ------ |
| 2016 | Francja    | Irlandia U-18 | Francja U-18   | Portugalia U-18 |        |
| 2017 | Niemcy     | Irlandia U-18 | Francja U-18   | Anglia U-18     |        |
| 2018 | Litwa      | Francja U-18  | Irlandia U-18  | Hiszpania U-18  |        |
| 2019 | Polska     | Irlandia U-18 | Hiszpania U-18 | Francja U-18    |        |
| 2021 | Polska     | Francja U-18  | Rosja U-18     | Hiszpania U-18  |        |
| 2022 | Polska     | Francja U-18  | Irlandia U-18  | Portugalia U-18 |        |
| 2023 | Szwajcaria | Francja U-18  | Irlandia U-18  | Portugalia U-18 |        |
| 2024 | Francja    | Francja U-18  | Hiszpania U-18 | Irlandia U-18   |        |